# Эммануэль Арсан
Эммануэль Арсан (фр. Emmanuelle Arsan, настоящее имя Марайя Ролле-Андриан, фр. Marayat Rollet-Andriane, урождённая Марайя Бибид, фр. Marayat Bibidh, 19 января 1932, Бангкок, Таиланд — 12 июня 2005, Каллас, департамент Вар, Франция) — французская писательница, наиболее известная созданием литературного персонажа Эммануэль — женщины, исследующей собственную сексуальность в различных обстоятельствах.

## Биография и карьера
Марайя Бибид родилась в Бангкоке в знатной тайской семье. Воспитание и образование получила европейские — в Англии и Швейцарии. В 1956 году она вышла замуж за французского дипломата при ЮНЕСКО графа Луи-Жака Ролле-Андриана. В 1959 году во Франции был опубликован и распространён без имени автора роман «Эммануэль». Последующие издания были подписаны псевдонимом Эммануэль Арсан, впоследствии стало известно, что это Марайя Ролле-Андриан. Хотя роман может показаться квазиавтобиографией, позже выяснилось, что фактическим автором был Луи-Жак Ролле-Андриан. Также существует версия, что роман был написан в четыре руки, то есть Луи-Жаком и Марайей вместе. Под псевдонимом Эммануэль Арсан было опубликовано ещё несколько романов, самые известные из которых «Дети Эммануэль» (1975), «Лаура» (1976), «Ванна» (1979), книга рассказов «Эросфера» (1969) и автобиографическо-публицистическая книга «Toute Emmanuelle» (1978; в русском переводе «Эммануэль с головы до ног»).
После успеха фильма «Эммануэль» (1974) с Сильвией Кристель в главной роли, Марайя стала номинальным режиссёром и сценаристом фильма «Лаура» (1976) об эротических приключениях дочери священника на Филиппинах. Фактически фильм режиссировали Луи-Жак Ролле-Андриан и Роберто Д’Этторе Пьяццоли, однако они были разочарованы работой продюсера Овидио Ассонитиса и попросили, чтобы их имена не были связаны с проектом, в результате чего фильм был приписан анонимному режиссёру.
Марайя также появлялась на экране под сценическим псевдонимом Марайя Андриан (фр. Marayat Andriane) в 1966 году в фильме «Песчаная галька» Роберта Уайза со Стивом Маккуином, Кэндис Берген и Ричардом Аттенборо, и в 1967 году в эпизоде «Поворот карты» американского сериала «Большая долина» с Барбарой Стенвик. Единственное её появление в кино под именем Эммануэль Арсан было в фильме «Лаура», где она исполнила роль Мирты.
Эммануэль Арсан умерла 12 июня 2005 года на принадлежащей им с мужем вилле «Шантлув д’Эммануэль» близ города Каллас в департаменте Вар на юге Франции. Луи-Жак Ролле-Андриан умер в апреле 2008 года в возрасте 90 лет.

## Экранизации
- 1974 «Эммануэль», реж. Жюст Жакен
- 1975 «Эммануэль 2», реж. Франсис Джакобетти